# Nuper rosarum flores
Nuper rosarum flores (Flors de roses) és un motet isorítmic compost el 1436 per Guillaume Dufay, per ser interpretat en la consagració de la catedral de Florència nova amb motiu de l'acabament de la cúpula dissenyada per Filippo Brunelleschi.
La peça està escrita a quatre veus, però una de les línies superiors es divideix en certs moments per produir una textura de cinc veus.